# Alfie Fripp

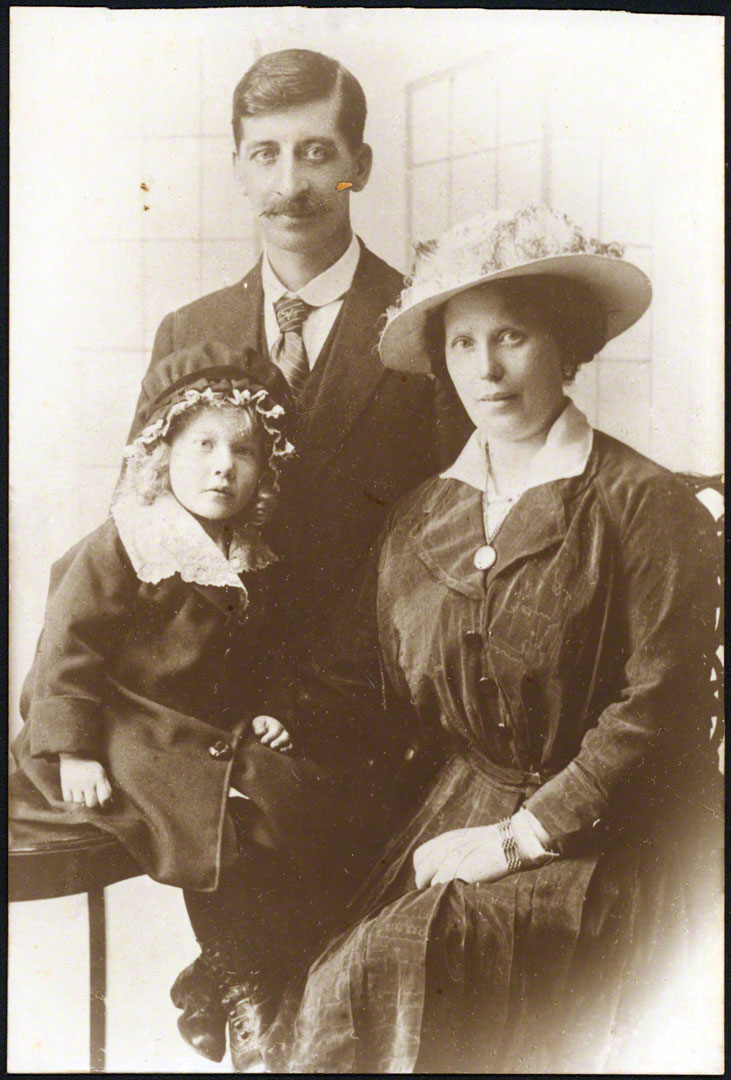
Młody Fripp z rodzicami (ok. 1917)

Alfred George „Alfie” Fripp (ur. 13 czerwca 1913 w Alverstoke, hrabstwo Hampshire, zm. 3 stycznia 2013 w Bournemouth, hrabstwo Dorset) – brytyjski lotnik, najdłużej przetrzymywany w niemieckich obozach jenieckich spośród żołnierzy brytyjskich II wojny światowej.

## Życiorys
W wieku 12 lat, za namową ojca (służącego w Royal Navy) próbował wstąpić do Royal Naval Training School. Mimo zaliczenia egzaminu został zdyskwalifikowany przez komisję lekarską z powodu niskiego wzrostu.
Służbę w RAF Fripp rozpoczął 30 września 1930, w bazie Halton, pracując tam jako elektryk. W tym czasie odbył kurs z zakresu łączności radiowej. Praca technika nie sprawiała mu satysfakcji, a jego celem stało się latanie w samolotach bojowych. W 1939 został skierowany do 57. dywizjonu RAF, stacjonującego w Netheravon, jako obserwator w załodze samolotu Bristol Blenheim. Trzy dni po wypowiedzeniu wojny Niemcom przez Wielką Brytanię i Francję, 6 września 1939 Fripp poślubił Verę Violet Allen. Ich miesiąc miodowy przerwało powołanie Frippa do jednostki, stacjonującej we francuskim Amy, gdzie stanowiła część Brytyjskiego Korpusu Ekspedycyjnego, prowadząc działania rozpoznawcze. 13 października 1939 Blenheim Frippa został zestrzelony nad terytorium Niemiec. Załoga ocalała i trafiła do niewoli (pilot por. Mike Casey został później schwytany po próbie ucieczki z obozu i rozstrzelany).
Fripp w czasie wojny przebywał w 12 obozach jenieckich, najdłużej spośród wszystkich żołnierzy brytyjskich. Na przełomie 1944/1945, wziął udział w zimowym „wielkim marszu” na zachód, do którego Niemcy zmusili jeńców w obliczu postępów Armii Czerwonej.
Po zakończeniu wojny służył w RAF do 1969. W 2009 odwiedził teren dawnego obozu Stalag Luft III, w okolicach Żagania, gdzie uczcił pamięć zmarłych i zamordowanych kolegów.
Zmarł w szpitalu w Bournemouth. W chwili śmierci był najstarszym spośród żyjących brytyjskich jeńców wojennych z okresu II wojny światowej.

## Życie osobiste
Bratankiem Alfie Frippa jest Robert Fripp - współzałożyciel, lider i gitarzysta zespołu King Crimson.